# Aleksej Červotkin
Aleksej Aleksandrovič Červotkin (in russo Алексей Александрович Червоткин?; 30 aprile 1995) è un fondista russo, campione olimpico nella staffetta a Pechino 2022.

## Biografia
In Coppa del Mondo ha esordito l'8 marzo 2015 a Lahti (22º) e ha ottenuto il primo podio il 24 gennaio 2016 a Nové Město na Moravě (2º). Ha esordito ai Mondiali a Lahti 2017, dove ha vinto la medaglia d'argento nella staffetta e si è classificato 13º nella 50 km; ai XXIII Giochi olimpici invernali di Pyeongchang 2018, sua prima presenza olimpica, ha vinto la medaglia d'argento nella staffetta e si è classificato 12º nella 50 km, mentre ai Mondiali di Oberstdorf 2021 ha vinto la medaglia d'argento nella staffetta e si è classificato 14º nella 50 km e 18º nello skiathlon. Ai XXIV Giochi olimpici invernali di Pechino 2022 ha vinto la medaglia d'oro nella staffetta e si è piazzato 5º nella 15 km e 36º nello skiathlon.

## Palmarès

### Olimpiadi
- 2 medaglie:
  - 1 oro (staffetta a Pechino 2022)
  - 1 argento (staffetta a Pyeongchang 2018)

### Mondiali
- 2 medaglie:
  - 2 argenti (staffetta a Lahti 2017; staffetta a Oberstdorf 2021)

### Mondiali juniores
- 7 medaglie:
  - 4 ori (staffetta a Liberec 2013; 10 km, inseguimento, staffetta a Almaty 2015)
  - 1 argento (inseguimento a Val di Fiemme 2014)
  - 2 bronzi (inseguimento a Liberec 2013; staffetta a Val di Fiemme 2014)

### Coppa del Mondo
- Miglior piazzamento in classifica generale: 13º nel 2021
- 4 podi (1 individuale, 3 a squadre):
  - 4 secondi posti

#### Coppa del Mondo - competizioni intermedie
- 3 podi di tappa:
  - 1 secondo posto
  - 2 terzi posti